# On Borrowed Time
Pour plus de détails, voir Fiche technique et Distribution.
On Borrowed Time est un film américain réalisé par Harold S. Bucquet, sorti en 1939.

## Fiche technique
- Titre : On Borrowed Time
- Réalisation : Harold S. Bucquet
- Scénario : Alice D. G. Miller (en), Frank O'Neill et Claudine West d'après la pièce de Paul Osborn
- Photographie : Joseph Ruttenberg
- Montage : George Boemler
- Musique : Franz Waxman
- Direction artistique : Cedric Gibbons
- Décors : Edwin B. Willis
- Société de production : Metro-Goldwyn-Mayer
- Pays de production : États-Unis
- Format : Noir et blanc — 35 mm — 1,37:1 — Son : Mono
- Genre : Film dramatique
- Durée : 99 minutes
- Date de sortie : 1939

## Distribution
- Lionel Barrymore : Julian Northrup
- Cedric Hardwicke : Mr Brink
- Beulah Bondi : Nellie
- Una Merkel : Marcia Giles
- Bobs Watson : Pud
- Nat Pendleton : Mr Grimes
- Henry Travers : Dr Evans
- Grant Mitchell : Mr Pilbeam
- Eily Malyon : Demetria Riffle
- James Burke : Shérif Burlingame
- Charles Waldron : Révérend Murdock
- Ian Wolfe : Charles Wentworth
- Phillip Terry (en) : Bill Lowry
- Truman Bradley (en) : James Northrup